# Волынский региональный музей украинского войска и военной техники
Волынский региональный музей украинского войска и военной техники (укр. Волинський регіональний музей українського війська и військової техніки) — единственный военный музей в Западной Украине. Является филиалом Центрального музея Вооружённых Сил Украины.
Создан по инициативе общественной организации «Истоки» в 1999 году. Для размещения музея выделена территория военного городка площадью около 1 га и два здания.
В 2003 году Международное общественное объединение «Волынское братство» взяло на себя ответственность за дальнейшее развитие музея.
В 2008 году Министерство обороны Украины вновь стало поддерживать развитие музея.

## Экспонаты
По состоянию на 2012 год на выставке представлено 74 образца военной техники и вооружение: авиационные комплексы, бронетехника, зенитно-ракетные комплексы, артиллерийское вооружение, техника служб обеспечения тыла и техника войск связи. Всего фонды музея насчитывают свыше 1000 экспонатов.

### Авиационная техника
| Изображение | Тип     | Описание                                                  |
| ----------- | ------- | --------------------------------------------------------- |
|             | Ан-2    | лёгкий многоцелевой самолёт укороченного взлёта и посадки |
|             | Ми-8Т   | транспортно-десантный вертолёт                            |
|             | МиГ-23П | истребитель-перехватчик                                   |
|             | Су-24М  | фронтовой бомбардировщик                                  |
|             | Су-7Б   | истребитель-бомбардировщик                                |

### Буксируемая артиллерия
| Изображение | Тип   | Описание                                                |
| ----------- | ----- | ------------------------------------------------------- |
|             | ЗИС-3 | 76-мм дивизионная пушка образца 1942 года               |
|             | ЗИС-2 | 57-мм противотанковая пушка образца 1941 года           |
|             | М-46  | 130-мм пушка корпусной артиллерии                       |
|             | МТ-12 | 100-мм противотанковая пушка МТ-12 «Рапира»             |
|             | Д-44  | 85-мм дивизионная пушка                                 |
|             | ПМ-38 | 120-мм полковой миномёт образца 1938 года               |
|             | Д-30  | 122-мм гаубица                                          |
|             | ЗПУ-2 | спаренная зенитная пулемётная установка калибра 14,5-мм |
|             | С-60  | зенитная пушка калибра 57-мм                            |
|             | КС-19 | 100-мм зенитная пушка                                   |

### Гусеничная бронетехника
| Изображение | Тип                | Описание                                              |
| ----------- | ------------------ | ----------------------------------------------------- |
|             | БТР-50             | плавающий гусеничный бронетранспортёр                 |
|             | БМП-1              | боевая машина пехоты                                  |
|             | ИСУ-152 «Зверобой» | истребитель танков времен Великой Отечественной войны |
|             | Т-10               | тяжелый танк, последний из серии тяжёлых танков ИС    |
|             | Т-34-85            | средний танк времен Великой Отечественной войны       |
|             | Т-64               | основной боевой танк                                  |
|             | 2С1 «Гвоздика»     | 122-мм самоходная артиллерийская установка            |
|             | 2С3 «Акация»       | 152-мм самоходная артиллерийская установка            |

### Колёсная бронетехника
| Изображение | Тип    | Описание                               |
| ----------- | ------ | -------------------------------------- |
|             | БРДМ-2 | боевая разведывательно-дозорная машина |
|             | БТР-60 | плавающий колесный бронетранспортёр    |
|             | БТР-70 | плавающий колесный бронетранспортёр    |

### Зенитно-ракетные комплексы
| Изображение | Тип              | Описание                                                                    |
| ----------- | ---------------- | --------------------------------------------------------------------------- |
|             | 9К31 «Стрела-1»  | ЗРК для непосредственного прикрытия мотострелковых и танковых подразделений |
|             | 9Л35 «Стрела-10» | ЗРК для непосредственного прикрытия мотострелковых и танковых подразделений |
|             | 2К11 «Круг»      | самоходный ЗРК средней дальности                                            |
|             | 9К33 «Оса»       | самоходный ЗРК малой дальности                                              |

### Оперативно-тактические ракетные комплексы
| Изображение | Тип            | Описание                                             |
| ----------- | -------------- | ---------------------------------------------------- |
|             | 9К52 «Луна-М»  | ракетный комплекс оперативно-тактического назначения |
|             | 9К72 «Эльбрус» | ракетный комплекс оперативно-тактического назначения |